# Changé (Sarthe)
Changé ist eine französische Gemeinde mit 6803 Einwohnern (Stand: 1. Januar 2022) im Département Sarthe in der Region Pays de la Loire. Sie gehört zum Arrondissement Le Mans und zum Kanton Changé. Die Einwohner werden Changéens und Changéennes genannt.

## Geographie
Changé  liegt in der historischen Provinz Maine etwa 6,5 Kilometer südöstlich von Le Mans. Umgeben wird Changé von den Nachbargemeinden Yvré-l’Évêque im Norden und Nordwesten, Champagné im Nordosten, Saint-Mars-la-Brière im Osten, Parigné-l’Évêque im Süden und Südosten, Ruaudin im Südwesten sowie Le Mans im Westen.
Durch die Gemeinde führt die Autoroute A28.

## Bevölkerungsentwicklung
| 1962 | 1968 | 1975 | 1982 | 1990 | 1999 | 2006 | 2011 | 2020 |
| ---- | ---- | ---- | ---- | ---- | ---- | ---- | ---- | ---- |
| 2754 | 2989 | 3684 | 4072 | 4428 | 5200 | 5651 | 6289 | 6569 |

Quellen: EHESS und Insee

## Gemeindepartnerschaft
Mit der deutschen Gemeinde Ludwigsau in Hessen besteht seit 1997 eine Partnerschaft.

## Sehenswürdigkeiten
- Château de la Buzardière aus dem 15. Jahrhundert, teilweise nur noch als Ruine erhalten,  seit 1928 als Monument historique eingeschrieben
- Kirche Saint-Martin, begründet wohl im 11. Jahrhundert, Bauwerk mit Teilen des 15. und des 18. Jahrhunderts, 1944 durch eine amerikanische Granate erheblich beschädigt, 1950 restauriert
- Wald von Changé (auch Arche de la Nature) mit einer Fläche von 4,5 Quadratkilometer

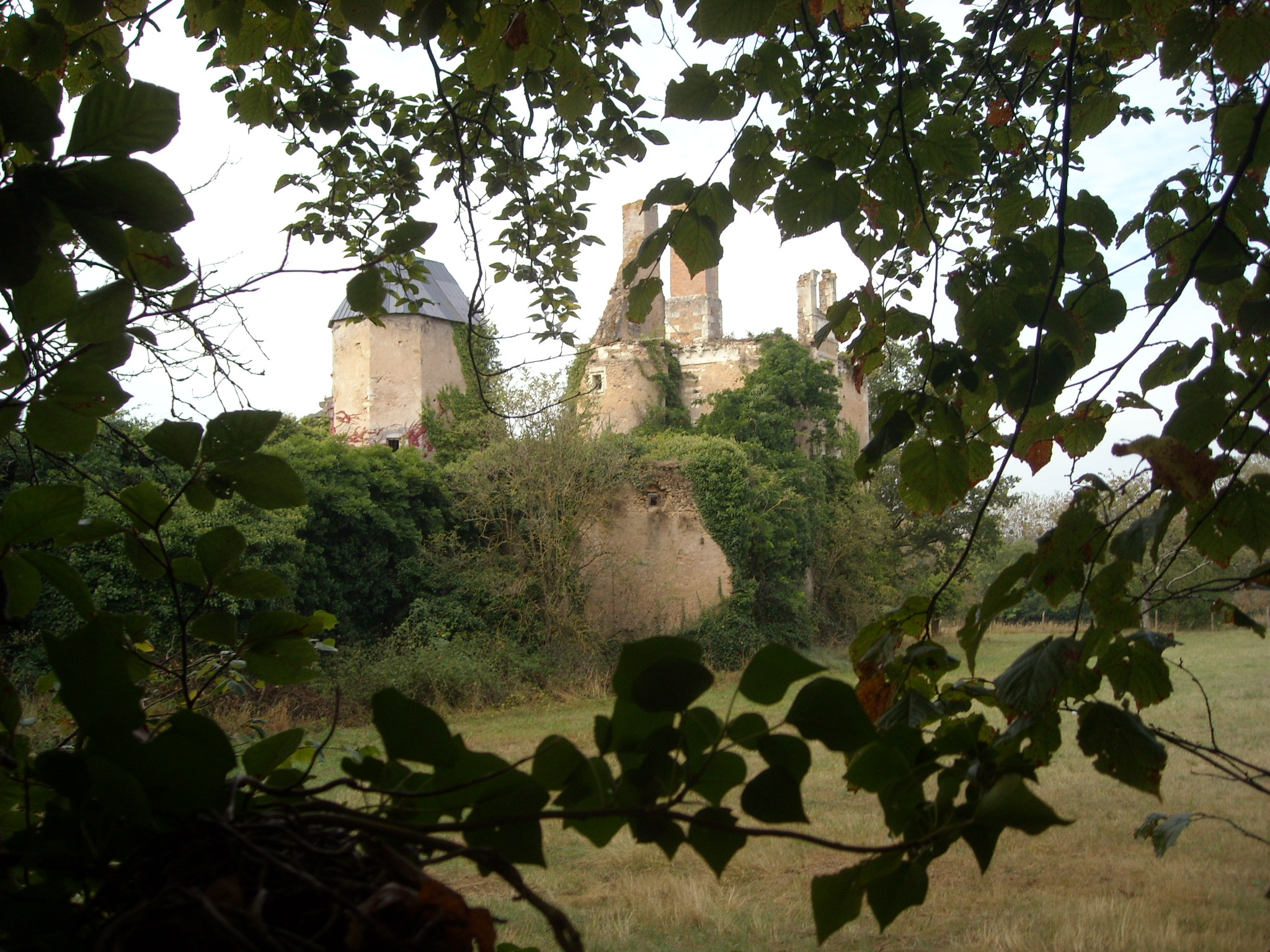
Château de la Buzardière
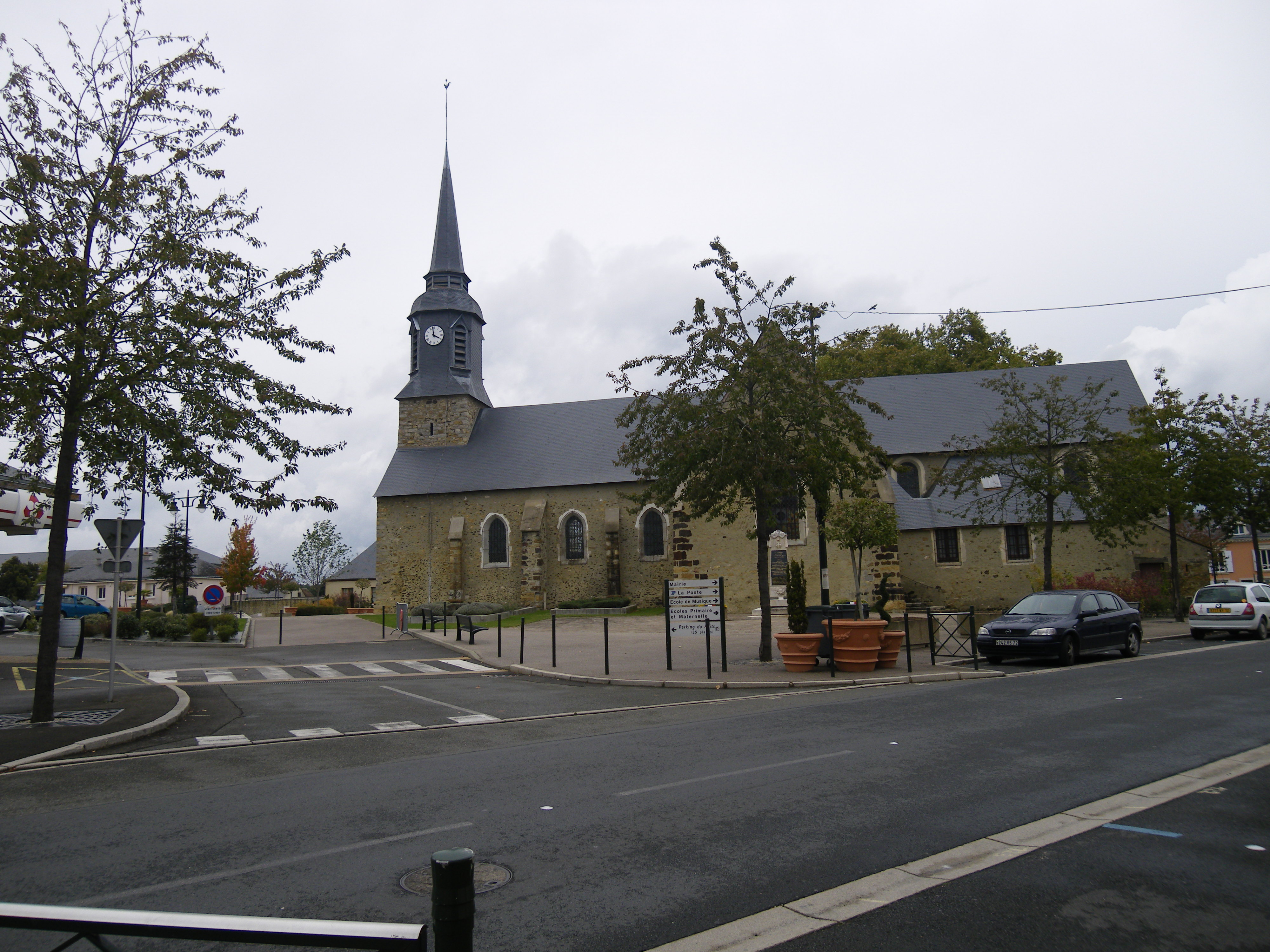
Kirche Saint-Martin